# الكسندر بريفرمان
الكسندر بريفرمان هو رياضياتي إسرائيلي، ولد في 8 يونيو 1974 في موسكو في روسيا.